# Maria Liktoras
Maria Liktoras est une joueuse de volley-ball polonaise née le 20 février 1975. Elle mesure 1,91 m et joue Centrale. 
Maria (Masha) Liktoras (né le 20 février 1975 à Vody minérale, Stavropol Krai, l'Union soviétique [1]) 
était un joueur de volley-ball ukrainien de la citoyenneté polonaise jouant la position centrale, un représentant de la Pologne. Champion d'Europe en 2003.
1997 produite dans l'équipe ukrainienne Dynamo Odessa. Depuis 1997, match de championnat polonais. Elle était un chimiste de concurrent de la police (1997-1998) et la scie de pétrole (1998-2003). Depuis 2003, elle a joué dans la bande Winiary Kalisz, et depuis 2006 dans le club russe Bałakowska Balakovo. Puis Dinamo Moscou était un joueur de volley-ball.
La citoyenneté polonaise a accordé en 2001, et en 2003, elle fait ses débuts dans l'équipe nationale polonaise. Dans la même année, elle a remporté la médaille d'or aux Championnats d'Europe. Dans les Championnats d'Europe en 2005, n'a pas participé en raison de blessures.
En 2008 elle a été nommée par Marco Bonitta pour les Jeux Olympiques de Pékin.
Après les Jeux olympiques, avec Malgorzata Glinka-Mogentale, mis fin à sa carrière. La représentation a eu lieu 173 fois. [2]. Démissionne de carrière de volley-ball en raison de devenir enceinte. En avril 2009, a donné naissance à un fils. En 2010, la ville a été conseiller à Szczecin [3]

## Clubs
| Club                      | Pays    | De | À |
| ------------------------- | ------- | -- | - |
| Dynamo Odessa             | Ukraine |    |   |
| Chemik Police             | Pologne |    |   |
| Chemik Police             | Pologne |    |   |
| SSK Calisia Kalisz        | Pologne |    |   |
| Balakovskaia AES Balakovo | Russie  |    |   |
| Dynamo Moscou             | Russie  |    |   |

## Palmarès
- 2008 - promotion de la représentation polonaise aux Jeux Olympiques de Pékin
- Vice Russie 2007/2008 (avec le Dynamo Moscou)
- Représentant de la Pologne Coupe du Monde senior - Japon 2007
- Polonais Championnats d'Europe seniors représentatifs - Belgique et le Luxembourg en 2007
- Tournoi principal représentant de la Pologne Grand Prix mondial 2007
- Tournoi principal représentant de la Pologne Volley Masters de Montreux 2007
- Championnats du monde seniors représentant de la Pologne 2006
- Championnat polonais 2004/2005 (avec l'équipe Winiary Kalisz
- Championnats d'Europe seniors 2003
- Championnat polonais 2001/2002 (avec l'équipe PTPS Nafta-gaz Saw)
- Championnat polonais 2000/2001 (avec l'équipe PTPS Nafta-gaz Saw)
- Championnat polonais 1999/2000 (avec l'équipe PTPS Nafta-gaz Saw)
- Championnat polonais 1998/1999 (avec l'équipe PTPS Nafta-gaz Saw)